# Дашайн
Дашайн (दशैं) — 15-дневный национальный праздник в Непале и Бутане (с 1980 года), государственный праздник в Сиккиме и округе Дарджилинг в Западной Бенгалии. 
Праздник отмечается в сентябре-октябре после сбора урожая риса. Он известен тем, что во время его проведения члены семей собираются вместе, укрепляя тем самым родственные узы. Люди возвращаются и собираются со всех уголков мира, также как и из разных частей страны, чтобы отпраздновать праздник Дашайн вместе.
Это празднество является смесью тантрических практик с традицией анимистических праздников урожая. В первый день, называемый гхатастхапана, создаётся «дашайн гхар» (специальное ритуальное помещение). Эта комната используется для исполнения культа Навадурги, которой и посвящено само празднество. Замужние женщины произносят мантры в течение 15 дней, и охраняют богиню. В большие горшки, покрытых слоем коровьего навоза, засыпается ячмень. Семена всходят через десять дней. Сами всходы, которые символизируют хороший урожай, потом в течение праздника возлагаются на головы членов семьи как знак благословения. 
В седьмой день из города Горкха в Катманду отправляется подношение в виде цветов. Процессия, ассоциируемая с армией, проходит, играя музыку, через старый центр Катманду.
Восьмой день, аштхами, является днём жертвоприношений животных. Храмы богини по всей долине Катманду получают жертвы, в число которых входят самые разные животные — от козлов и буйволов до цыплят и уток. Кровь, символизирующая плодородие, также приносится в жертву богине. Мясо с этих жертвоприношений готовится как прасада, то есть как еда, освященная богами. Поедание этой пищи считается благоприятствующим деянием.
Жертвоприношение продолжается и на девятый день, навами. Семьи посещают различные храмы в долине Катманду. На десятый день, дашами, женщинами приготовляется смесь риса, йогурта и вермилиона. В результате получается «тика», которую старшие наносят на лбы младших родственников, чтобы даровать им богатство и достаток в следующем году. Красный цвет самой смеси символизирует кровь, которая объединяет членов семьи вместе. Также старшие члены семьи дают более юным немного денег в этот день. Тика сохраняется пять дней, в течение которых люди предаются отдыху и веселью среди большого количества еды и питья. 
В некоторых частях Непала только во время Дашайна, раз в году, люди могут получить новую одежду. Подобно этому в беднейших семьях с нетерпением ожидают дня жертвоприношений животных, так как это единственный день в году, когда в меню таких семей попадает пища животного происхождения. В целом традиция таких жертвоприношений идёт к уменьшению из-за влияния вайшнавов, являющихся вегетарианцами. 
В 2010 году праздник начался 14 октября.

## Значение
Дашайн знаменует победу богов и богинь над демонами. Шактисты отмечают победу богини Дурги над демоном Махишасурой. Прочие индуисты — убийство Господом Рамой Раваны, царя демонов. Считается, что Рама смог победить только благодаря благословению богини Дурги. 
Буддисты отмечают этот праздник как день, когда император Ашока отказался от насилия и встал на буддийский путь.
У неваров в долине Катманду праздник известен как “Mohanee” и имеет некоторые отличия в обычаях и символизме.